# John Aniston
John Aniston, egentligen Ioannis Anastassakis, född 24 juli 1933 i Chania på Kreta i Grekland, död 11 november 2022 i Los Angeles County, Kalifornien, var en amerikansk skådespelare.
Aniston gjorde bland annat rollen som Victor Kiriakis i TV-serien Våra bästa år (Days of Our Lives). Han var far till Jennifer Aniston.